# Mind Over Murder
"Mind Over Murder" é o quarto episódio da primeira temporada da série de comédia norte-americana Family Guy, exibido originalmente no canal de televisão Fox em 25 de abril de 1999. O episódio mostra Peter após ser condenado em prisão domiciliar e por isso, decide abrir seu próprio bar no porão da família, o qual imediatamente se torna um sucesso entre os amigos dele quando sua esposa, Lois, começa a cantar e dançar na frente do público enquanto veste roupas reveladoras. Ao mesmo tempo, Stewie tenta criar uma máquina do tempo para se livrar de uma dor de dente.
O episódio foi escrito por Neil Goldman e Garett Donovan e dirigido por Roy Allen Smith, que participam da série pela primeira vez. Grande parte do humor existente no episódio é estruturado em cortes, com sequências que parodiam a cultura popular, incluindo temas como As Crônicas de Nárnia, Sesame Street, Homicide: Life on the Street, Mentos e o assassinato de Abraham Lincoln. O título foi inspirado nos programas de rádio de 1930 e 1940, principalmente na antologia de terror Suspense, que apresentava diversos elementos relacionados à morte e assassinato. Participaram como convidados os artistas Carlos Alazraqui, Butch Hartman, Alex Rocco, Leslie Uggams e Wally Wingert, juntamente com os dubladores recorrentes da série.
O episódio recebeu destaque do crítico televisivo da IGN Ahsan Haque por sua história e uso de referências culturais.

## Enredo
Stewie está com uma terrível dor devido ao início da dentição e não consegue se sentir bem de nenhum jeito. Quando sua mãe Lois diz a ele que a dor irá passar, a criança tem a ideia de construir uma máquina do tempo que seja capaz de transportá-lo para uma época em que a dor já tenha passado. Enquanto isso, Lois pede para Peter levar Chris em sua partida de futebol e voltar rapidamente para tomar conta do filho menor. No entanto, Quagmire estava na partida também e levou cerveja, então o homem decide ignorar a esposa e ficar no jogo; um membro da multidão insulta Chris e Peter, irritado, soca essa pessoa no rosto, até descobrir que esta era uma mulher grávida que tinha voz e corpo parecidos com a de um homem.
Ele é condenado e tem que cumprir pena em prisão domiciliar por agressão; logo, começa a sentir falta de seus amigos. Peter tem uma visão de Pawtucket Patriot, um mascote ficcional de cerveja, que lhe dá um conselho através de um rótulo, recomendando-o a abrir um bar em seu porão: assim, seus amigos poderão lhe visitar. O local rapidamente vira um sucesso, mas Lois fica chateada e, com isso, recebe uma proposta para cantar aos clientes. Ela começa a aproveitar o sucesso nos dias seguintes e Peter fica cada vez mais desconfortado com a grande atenção recebida pela mulher, especialmente dos homens. Pede que ela pare de cantar, mas Lois recusa o pedido.
Esposas dos clientes do bar ficam irritadas pelo fato de que os maridos sempre estão lá e ordenam que parem de frequentar o local. O plano de Stewie construir uma máquina do tempo é acidentalmente descoberto por Lois, que o mostra para os clientes; irritado e decepcionado, o menino corre para a parte superior da casa. Pouco tempo depois, as esposas invadem o bar e Lois afirma que somente queria se sentir apreciada e especial, algo que as outras mulheres também desejam. Acidentalmente, Quagmire incendeia o local.
Na parte de cima da casa, Stewie toma medidas drásticas para proteger seus planos, programando a máquina para voltar no tempo antes de elaborá-los. No bar, Peter e Lois conversam emocionadamente e não percebem o incêndio: quando tentam escapar, as escadas ficam bloqueadas e eles, presos. Stewie retorna ao tempo, Peter tem uma epifania sobre como ele trata a esposa sem lhe dar valor e segundos antes, o porão pega fogo. Todos voltam no tempo, quando Lois pede a Peter que leve Chris ao jogo. Enquanto o filho se arruma, Peter viaja na máquina do tempo de Stewie, destruindo e ferindo sua perna, o que irá impedi-lo de levar Chris para o jogo de futebol.

## Produção

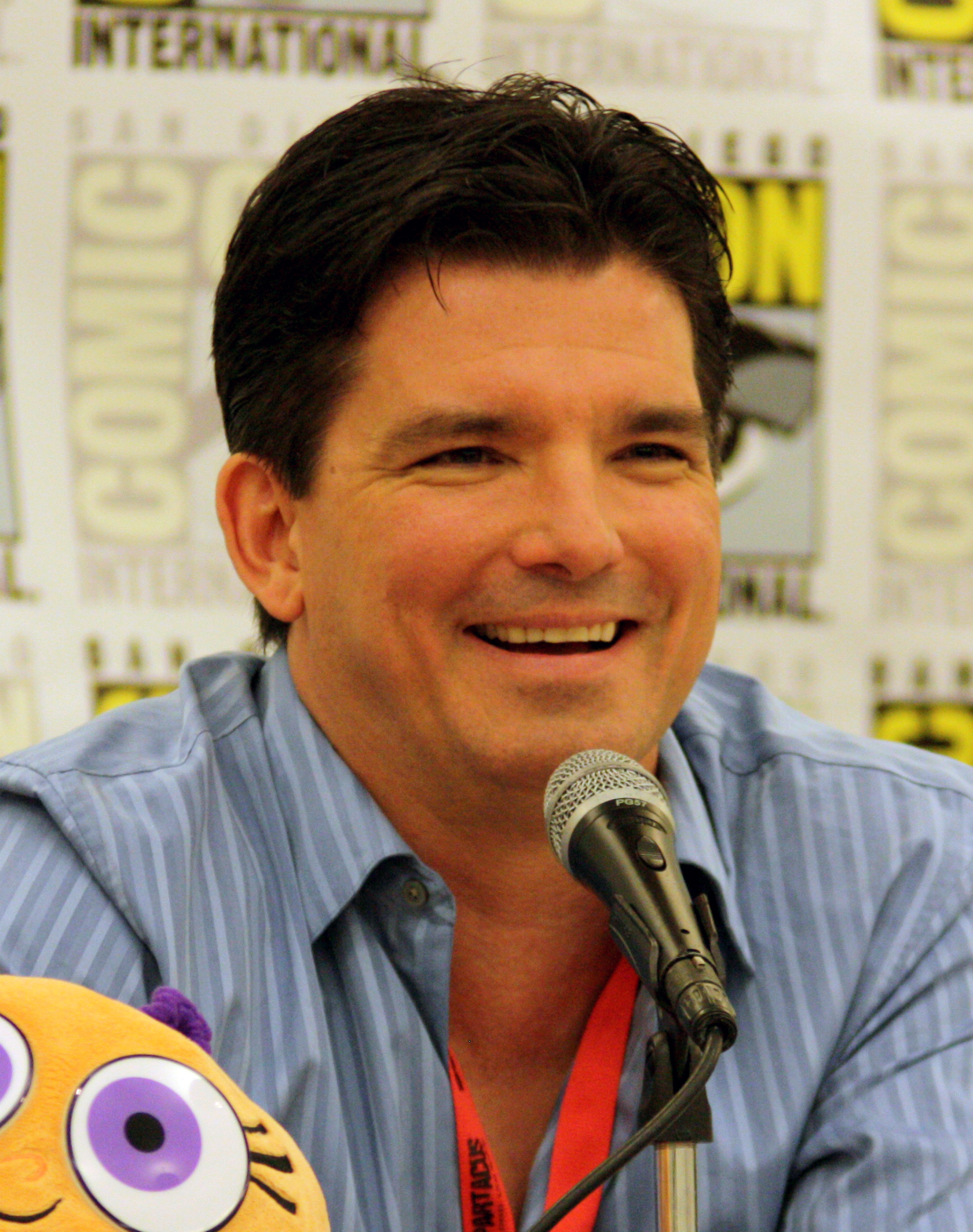
Butch Hartman participou como convidado neste episódio.

"Mind Over Murder" foi escrito por Neil Goldman e Garett Donovan e dirigido por Roy Allen Smith, a primeira contribuição deles na série. Peter Shin, que supervisionou os outros episódios, atuou como diretor supervisor. O escritor Andre Gormley e o dublador Mike Henry atuaram como escritores auxiliares, enquanto Ricky Blitt e Chris Sheridan trabalham como editores da história. Em adição ao elenco habitual, participaram como convidados os dubladores Leslie Uggams, Wally Wingert, Alex Rocco e Carlos Alazraqui. Os dubladores de personagens secundários Lori Alan e Butch Hartman (escritor e animador) também participaram do episódio.
O título, assim como dos três primeiros episódios da temporada, foi inspirado em programas de rádio de 1930 e 1940, particularmente na antologia de terror Suspense, que apresentava elementos relacionados com morte e assassinato. Essa inspiração deixou de ser usada a partir do quinto episódio, "A Hero Sits Next Door", principalmente para tornar os títulos mais fáceis de serem distinguidos.